# Nisaetus
Nisaetus (kuifarenden) is een geslacht van vogels uit de familie van de havikachtigen (Accipitridae). De wetenschappelijke naam van het geslacht is voor het eerst geldig gepubliceerd in 1845 door Edward Blyth. De soorten uit dit geslacht komen hoofdzakelijk in Azië voor. Vroeger werden deze soorten gerekend tot het geslacht Spizaetus, maar moleculair genetisch onderzoek toonde aan dat de soorten uit de Oude Wereld meer verwant waren aan de soorten uit het geslacht Ictinaetus dan aan de soorten in het geslacht Spizaetus die in de Nieuwe Wereld voorkomen.
Deze kuifarenden zijn slanke, middelgrote roofvogels met afgeronde vleugels, lange bevederde poten, gestreepte vleugels en een kuif op de kop.  Het zijn vogels die zijn aangepast aan leefgebieden met bos.

## Soorten
De volgende soorten zijn bij het geslacht ingedeeld:
- Nisaetus alboniger – Blyths kuifarend
- Nisaetus bartelsi – Javaanse kuifarend
- Nisaetus cirrhatus – Indische kuifarend
- Nisaetus floris – Floreskuifarend
- Nisaetus kelaarti – Legges kuifarend
- Nisaetus lanceolatus – Sulawesikuifarend
- Nisaetus nanus – Kleine kuifarend
- Nisaetus nipalensis – Aziatische kuifarend
- Nisaetus philippensis – Noord-Filipijnse kuifarend
- Nisaetus pinskeri – Zuid-Filipijnse kuifarend